# Indicatif régional 951

Carte de l'État de Californie avec les territoires de ses indicatifs régionaux. L'indicatif régional 951 est en rouge.

L'indicatif régional 951 est l'un des multiples indicatifs téléphoniques régionaux de l'État de Californie aux États-Unis.
Cet indicatif dessert l'ouest du comté de Riverside. Plus précisément, il dessert les villes de Riverside, Corona, Moreno Valley, Perris,  Temecula et Murrieta.
La carte ci-contre indique en rouge le territoire couvert par l'indicatif 951.
L'indicatif régional 951 fait partie du Plan de numérotation nord-américain.